# 藤野秀夫
藤野 秀夫（ふじの ひでお、1878年5月16日 - 1956年2月11日）は、日本の俳優。本名：島田 卯平（しまだ うへい）。
新派俳優から映画俳優となり、全盛期の日活向島撮影所では温厚で誰からも愛される正統派の二枚目俳優として活躍し、日活新派の全盛期を築いた。後に松竹蒲田撮影所専属となってからは脇役・老け役で出演し、俳優陣の長老的存在となった。亡くなるまでに300本近い作品に出演した。

## 来歴・人物
1878年（明治11年）5月16日、東京市京橋区出雲町（現在の東京都中央区銀座8丁目）に生まれる。少年時代から芝居狂で、旧制中学中退後の1894年（明治27年）、横浜蔦座に出演中の新派の山口定雄一座に入り、初舞台を踏む。1905年（明治38年）から喜多村緑郎の門下となって各地を巡演し、やがて東京座の舞台で幹部となる。
1915年（大正4年）9月、浅草御国座で井上正夫一座による連鎖劇に出演。これが映画界入りの最初で、同年公開の『搭上の秘密』（天活製作）が初出演作となった。翌1916年（大正5年）1月、秋月桂太郎の死去によって、師の喜多村の推薦で大阪・浪花座に代役として出演した後、福井茂兵衛・小織桂一郎らの成美団に加わって九州地方を巡演する。
1917年（大正6年）8月、桝本清の紹介で日活向島撮影所に入社。同年公開の『白萩』で主演デビューし、二枚目の立ち役として多くの映画に出演。日活向島のトップスターとして小口忠監督の『七色指環』『不如帰』、田中栄三監督の『桜の園』等の新派映画に主演し、田中監督の革新映画『生ける屍』にも出演する。1922年（大正11年）11月25日、田中監督の『京屋襟店』の完成試写後、衣笠貞之助、横山運平、新井淳、島田嘉七ら12名の所属俳優と共に日活を退社して、国際活映に移籍するが、1923年（大正12年）5月1日には松竹蒲田撮影所に入社する。野村芳亭監督の『萩寺心中』、島津保次郎監督の『蕎麦屋の娘』などに主演、川田芳子や水谷八重子らの相手役を演じて好評を得る。1925年（大正14年）以降は年齢のせいか主演作は少なくなるが、一流監督の作品に起用され、松竹大船撮影所移転後も脇役・老け役で活躍を続けた。1929年（昭和4年）1月8日に井上正夫、岩田祐吉、栗島すみ子、川田芳子、柳さく子とともに大幹部に昇格する。
1956年（昭和31年）2月11日、死去。77歳没。

## 出演映画
- 搭上の秘密（1915年、天活）
- 不如帰（1915年、天活）
- 寒紅梅（1916年、天活）
- 江戸の花（1916年、天活）
- 花時雨（1916年、天活）
- 大尉の娘（1917年、小林商会）
- 白萩（1917年、日活）
- 藤袴（1917年、日活）
- 木の間の月（1917年、日活）
- 秋の声(三人少尉)（1917年、日活）
- 姫百合（1917年、日活）
- さんざ時雨（1917年、日活）
- 手向の曲（1917年、日活）
- 霧の雨（1917年、日活）
- 秋之助とお澄（1917年、日活）
- 萩江（1917年、日活）
- 雁のたより（1917年、日活）
- 霜夜の月（1917年、日活）
- 黒潮（1917年、日活）
- 女の誓（1917年、日活）
- 落椿（1918年、日活）
- 七色指環（1918年、日活）
- 女気質（1918年、日活）
- 雪枝夫人（1918年、日活）
- 毒煙（1918年、日活）
- 二人娘（1918年、日活）
- 忘れ子（1918年、日活）
- 暁（1918年、日活）
- 生ける屍（1918年、日活）
- 捨てられた母（1918年、日活）
- 金色夜叉（1918年、日活）- 貫一
- 桜の園（1918年、日活）
- 涙の雨（1918年、日活）
- 続金色夜叉（1918年、日活）
- 黒水晶（1918年、日活）
- 乳姉妹（1918年、日活）
- 兄と弟（1918年、日活）
- 父の涙 （1918年、日活）
- うすき縁（1918年、日活）

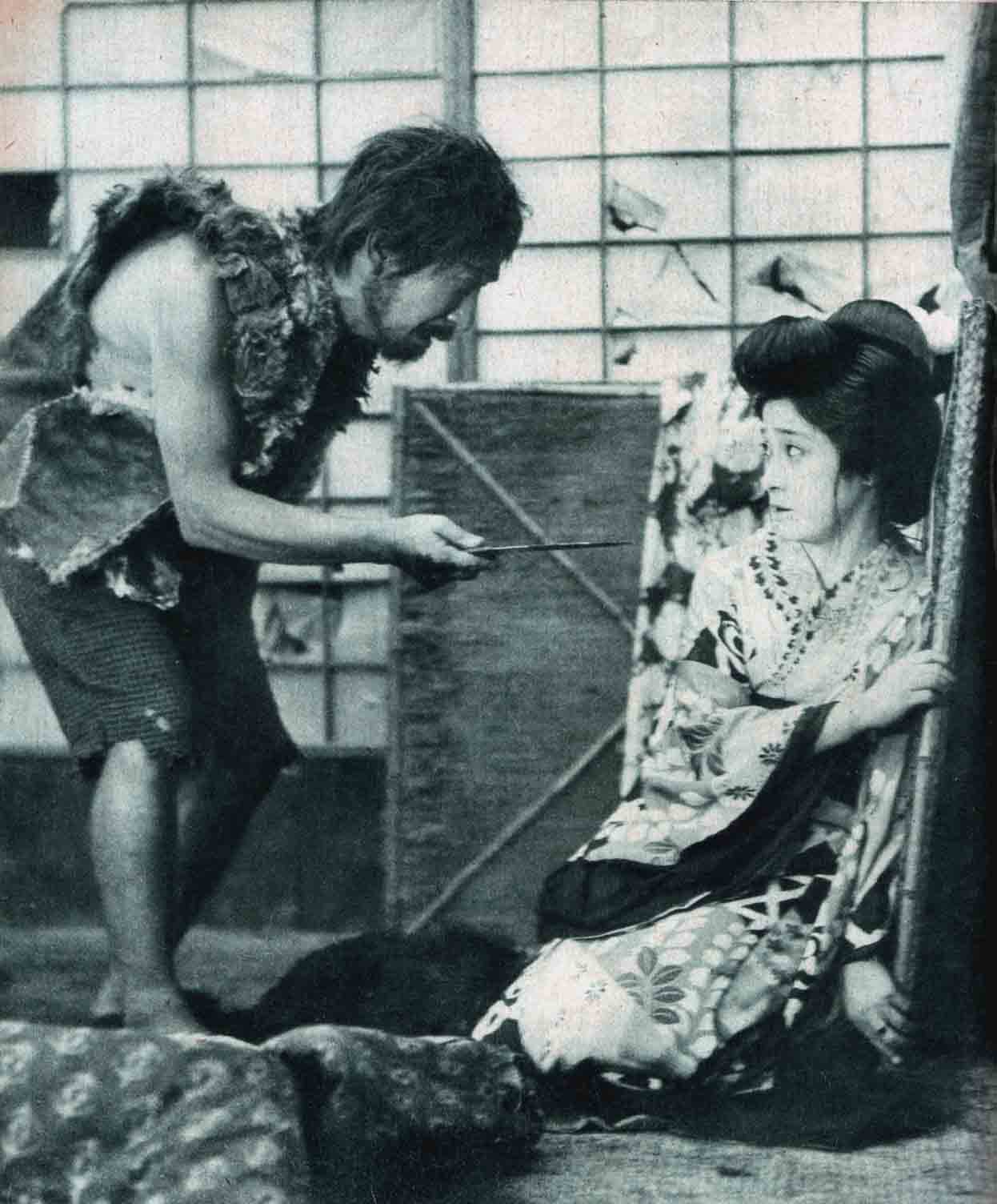
『山男の恋』（1924年）のスチル写真。右は柳さく子。

- 国の誉(ひもんや美談)（1918年、日活）
- 夕潮（1918年、日活）
- 侠艶録（1918年、日活）
- 子煩悩（1918年、日活）
- 月魄（1918年、日活）
- つきぬ恨（1918年、日活）
- 乳屋の娘（1918年、日活）
- 乃木将軍 (噫、乃木将軍)（1918年、日活）
- 女一代（1918年、日活）
- 新召集令（1918年、日活）
- 恋の浮島（1918年、日活）
- 松風村雨（1918年、日活）
- 大西郷（1919年、日活）
- 復活（1919年、日活）- コルチヤキン公爵
- 志のびなき(忍び泣き)（1919年、日活）
- 不如帰（1919年、日活）
- 国の誉（1919年、日活）
- 新野崎村（1919年、日活）
- 浮き沈み（1919年、日活）
- 豹子頭林冲（1919年、日活）
- 新橋情話（1919年、日活）
- 新聞売子（1919年、日活）
- 恋の津満子（1919年、日活）
- 野蛮人(吾妻照之助)（1919年、日活）
- 己が罪（1919年、日活）
- 恋の犠牲（1919年、日活）
- 西廂記（1920年、日活）
- 散りゆく花（1920年、日活）
- 片男波(あわび売り)（1920年、日活）
- 八幡屋の娘（1920年、日活）
- 尼港最後の日（1920年、日活）
- 恋の緋鹿の子（1921年、日活）
- 桔梗屋の娘（1921年、日活）
- 雛鶴の曲（1921年、日活）
- 新内流し（1921年、日活）
- えにしの色糸（1922年、日活）
- 碑文谷美談（1922年、日活）
- 妻の秘密（1922年、日活）
- 恋の墳墓（1922年、日活）
- 愛の火柱（1922年、日活）
- 女訓導（1922年、日活）
- 血すぢの縁（1922年、日活）
- 永遠の謎（1922年、日活）
- 浮草の恋（1922年、日活）
- 緑の牧場（1922年、日活）
- 別れの船唄（1922年、日活）- 漁夫・庄吉
- 愛の泉（1922年、日活）
- 京屋襟店（1922年、日活）- 京屋襟店の主人・山田新七
- 木やり小唄（1922年、日活）
- 鷲津村の娘（1922年、国活）
- 結婚の其夜（1922年、日活）
- 恋のいろ染（1923年、日活）
- 夢のみやこ路（1923年、日活）
- 老僧の恋（1923年、国活）
- 若き妻の死（1923年、国活）
- 罪にさす影（1923年、日活）
- 涙の家（1923年、日活）
- 父の罪（1923年、国活）
- 恋の誓ひ（1923年、日活）
- 愛情の極み（1923年、国活）
- 露子の一念（日活京都）
- 悪魔の影（1923年、日活）
- 萩寺心中（1923年、松竹蒲田）
- 地獄(焦熱地獄)（1923年、松竹蒲田）
- 十一時五十八分（1923年、松竹蒲田）
- お父さん（1923年、松竹蒲田）
- 蕎麦屋の娘（1924年、松竹蒲田）
- 愚者なればこそ(不孝者)（1924年、松竹蒲田）
- 骨盗み（1924年、松竹蒲田）
- 感じの好い映画集 《帽子》（1924年、松竹蒲田）
- 委細面談（1924年、松竹蒲田）
- 女殺油地獄（1924年、松竹蒲田）
- 大和魂（1924年、松竹蒲田）
- 大尉の娘（1924年、松竹蒲田）
- 山男の恋（1924年、松竹蒲田）- 岩吉
- 帰らぬ父（1924年、松竹蒲田）
- 黄金地獄（1924年、松竹蒲田）
- 罪なき罪（1924年、松竹蒲田）
- 天国（1924年、松竹蒲田）
- 寅吉懺悔（1925年、松竹蒲田）
- 大地は微笑む（1925年、松竹蒲田）
- 祖国（1925年、松竹蒲田）
- 小幡小平次（1925年、松竹蒲田）- 多九郎
- 妖星地に堕つれば（1925年、松竹蒲田）
- 鬼すゝき（1925年、松竹蒲田）- 南条新九郎、鬼熊新九郎
- 御詠歌地獄（1925年、松竹蒲田）
- 正ちゃんの蒲田訪問（1925年、松竹蒲田）
- お初吉之助（1926年、松竹蒲田）
- 美人と浪人（1926年、松竹蒲田）- 浪人・真岡源八郎
- 渦巻く血刃の情火（1926年、松竹蒲田）
- 修羅八荒（1926年、松竹蒲田）
- 京子と倭文子（1926年、松竹蒲田）- 前大臣・川辺宗太郎
- お坊ちゃん（1926年、松竹蒲田）- 木崎義房
- 秋の歌（1926年、松竹蒲田）
- カラボタン（1926年、松竹蒲田）
- 美しき祷（1926年、松竹蒲田）
- 清水次郎長全伝 安政殺人剣の巻（1926年、松竹蒲田）
- お夏清十郎（1926年、松竹蒲田）
- 幻の義賊（1926年、松竹蒲田）- 奉行・秋元対馬
- 侠妓美弥吉（1926年、松竹蒲田）- 佐渡原郷右衛門
- 妖婦五人女 洗髪およし（1926年、松竹蒲田）
- 心中薩摩歌（1926年、松竹蒲田）
- 埋れたる青春（1926年、松竹蒲田）
- 幡随院長兵衛（1927年、松竹蒲田）
- 赤尾林蔵（1927年、松竹蒲田）
- 馬子のお時（1927年、松竹蒲田）
- 女（1927年、松竹蒲田）
- 幕末三浪人（1927年、松竹蒲田）
- 新珠（1927年、松竹蒲田）
- 真珠夫人（1927年、松竹蒲田）
- 白虎隊（1927年、松竹蒲田）- 西郷頼母
- 悲願千人斬（1927年、松竹蒲田）- 白雲上人
- 秋草燈籠（1927年、松竹蒲田） - 岡野主膳
- 近代女房改造（1927年、松竹蒲田）
- 人生の涙（1927年、松竹蒲田）- 裁判官・岡崎逸蔵
- 愛の凱歌（1927年、松竹蒲田）
- 天国の人（1928年、松竹蒲田）
- 愛欲変相図（1928年、松竹蒲田）- その父富豪・南山良平
- 海に叫ぶ女（1928年、松竹蒲田）- 前科物の兄・一郎
- 深夜のお客（1928年、松竹蒲田）
- 浅草行進曲（1928年、松竹蒲田）
- 永遠の心（1928年、松竹蒲田）
- 富岡先生（1928年、松竹蒲田）
- 人の世の姿（1928年、松竹蒲田）
- 夫婦（1928年、松竹蒲田）
- 道頓堀行進曲（1928年、松竹蒲田）
- 街頭の騎士（1928年、松竹蒲田）
- 陸の王者（1928年、松竹蒲田） - 父・良策
- 輝く昭和（1928年、松竹蒲田）- 実業家・倉田善吉
- 青春交響楽（1928年、松竹蒲田）- 森山剛一
- 森の鍛冶屋（1929年、松竹蒲田）- 村長・松岡幸作
- 彼と人生（1929年、松竹蒲田）- 遠山の父
- 浮世小路（1929年、松竹蒲田）
- 大都会 労働篇（1929年、松竹蒲田）- 父・源吉
- 新女性鑑（1929年、松竹蒲田）
- 山の凱歌（1929年、松竹蒲田）- お雪の父・由造
- 親父とその子（1929年、松竹蒲田）
- 今年竹（1929年、松竹蒲田）
- 進軍（1930年、松竹蒲田）- 父・庄作
- 真実の愛（1930年、松竹蒲田）- 検事・草間祐之
- 麗人（1930年、松竹蒲田）- 黒津専三
- 大都会 爆発篇（1930年、松竹蒲田）
- 絹代物語（1930年、松竹蒲田）
- 若者よなぜ泣くか（1930年、松竹蒲田）- 上杉毅一
- 餓鬼大将（1931年、松竹蒲田）- その父・源吉
- 燃ゆる花びら（1931年、松竹蒲田）
- 銀河（1931年、松竹蒲田）実業家の父・寺尾健之助
- 有憂華（1931年、松竹蒲田）- その伯父・安富慎蔵
- 愛よ人類と共にあれ（1931年、松竹蒲田）- 工場長・岡田
- 街の浮浪者（1931年、松竹蒲田）
- 野に叫ぶもの 青春篇・争闘篇（1931年、松竹蒲田）
- 桃色の誘惑（1931年、松竹蒲田）
- 生活線ABC（1931年、松竹蒲田）
- 思ひ出多き女（1931年、松竹蒲田）
- 麗人の微笑（1931年、松竹蒲田）
- 若き日の感激（1931年、松竹蒲田）- その父
- 金色夜叉（1932年、松竹蒲田）- 大館朔郎
- 情熱 ラ・パシオン（1932年、松竹蒲田）- 会社社長の父
- 満州行進曲（1932年、松竹蒲田）- 小室司令官
- 噫呼空閑少佐（1932年、松竹蒲田）
- 陸軍大行進（1932年、松竹蒲田・下加茂）- 西郷隆盛
- 蝕める春（1932年、松竹蒲田）- 父・安太郎
- 天国に結ぶ恋（1932年、松竹蒲田）- 父・弘定
- 人生の処女航海（1932年、松竹蒲田）- 村井京平
- 情人（1932年、松竹蒲田）
- 不如帰（1932年、松竹蒲田）
- 歓喜の一夜（1932年、松竹蒲田）
- 忠臣蔵（1932年、松竹下加茂） - 千阪兵部
- 天一坊と伊賀亮（1933年、松竹下加茂）- 大岡越前守
- 晴曇（1933年、松竹蒲田）- 実業家・斯波右一郎
- 或る母の姿（1933年、松竹蒲田）
- いろはにほへど（1933年、松竹蒲田）
- 東京音頭（1933年、松竹蒲田）
- 理想の良人（1933年、松竹蒲田）
- 沈丁花（1933年、松竹蒲田）審査員・山崎僊邦
- 街の流れ鳥（1933年、松竹蒲田）
- 東洋の母（1934年、松竹蒲田）- 実業家・高木
- 情炎の都市（1934年、松竹蒲田）
- 夢みる頃（1934年、松竹蒲田）
- 山は夕焼（1934年、松竹蒲田）
- 金環蝕（1934年、松竹蒲田）- 岩城圭之輔
- 噫々乃木将軍（1934年、松竹蒲田）
- 接吻十字路（1935年、松竹蒲田）
- 愛情の価値（1935年、松竹蒲田）
- 輝け少年日本（1935年、松竹蒲田）- 松本村長、校長先生
- 春琴抄 お琴と佐助（1935年、松竹蒲田）- 安左衛門
- 雪之丞変化 第一篇（1935年、松竹蒲田）- 脇田一松斎
- 雪之丞変化 第一篇（1935年、松竹京都）- 脇田一松斎
- 急行列車（1935年、高田プロ）- 富豪・安岡鉄太郎
- 永久の愛（1935年、松竹蒲田）- 藤村善助
- 母の面影（1936年、松竹蒲田）
- 家族会議（1936年、松竹大船）- 池島信助
- 自由の天地（1936年、松竹大船）- その父親
- 男性対女性（1936年、松竹大船）- 渥美恭平
- 人妻椿（1936年、松竹大船）- 有村喜助
- 谷間の灯（1937年、松竹大船）
- 大坂夏の陣（1937年、松竹下加茂） - 徳川家康
- 朱と緑 朱の巻・緑の巻（1937年、松竹大船） - 裁判長
- 科学者の使命 幸福の素顔（1937年、松竹大船）
- 吉田御殿（1937年、新興京都）- 徳川家康
- 女性の勝鬨（1937年、新興東京）- 村山物産社長・竜造
- 人肌観音（1937年、松竹下加茂）- 牧野備前守
- 妻の魂（1938年、新興東京）- 大原証券株式会社社長・大原万之助
- 愛染かつら（1938年、松竹大船）- 父・保樹
- 家庭日記（1938年、松竹大船）- 辻友衛
- 噫!南郷少佐（1938年、新興東京）- 司令
- 日本の魂（1938年、新興東京）- 橋田船長
- 月夜鴉（1939年、松竹下加茂）- 杵屋和十郎
- 五人の兄妹（1939年、松竹大船）- 北川徳太郎
- 桑の実は紅い（1939年、松竹大船）- 父親
- 感激の頃（1939年、松竹大船）
- 暖流（1939年、松竹大船）- 志摩泰英
- 水戸黄門（1940年、松竹下加茂）
- 薔薇命あらば（1940年、松竹大船）
- お絹と番頭（1940年、松竹大船）
- 戸田家の兄妹（1941年、松竹大船）- 戸田進太郎
- 歌女おぼえ書（1941年、松竹大船）- 平松庄輔
- 裁く水戸黄門（1941年、松竹下加茂）
- 新たなる幸福（1942年、松竹大船）
- 日本の母（1942年、松竹大船）- 原田教授
- 男の意気（1942年、松竹大船）- 山岩の主人
- すみだ川（1942年、松竹大船）- 菊岡芦風
- 二人姿（1942年、松竹下加茂）
- 幽霊大いに怒る（1942年、松竹大船）- 為三
- 間諜未だ死せず（1942年、松竹大船）
- をぢさん（1943年、松竹大船）- 父
- 必勝歌（1945年、松竹京都）- 田中中尉の老父
- 乞食大将（1952年〈製作は1945年〉、大映）- 徳川家康